# John Leckie

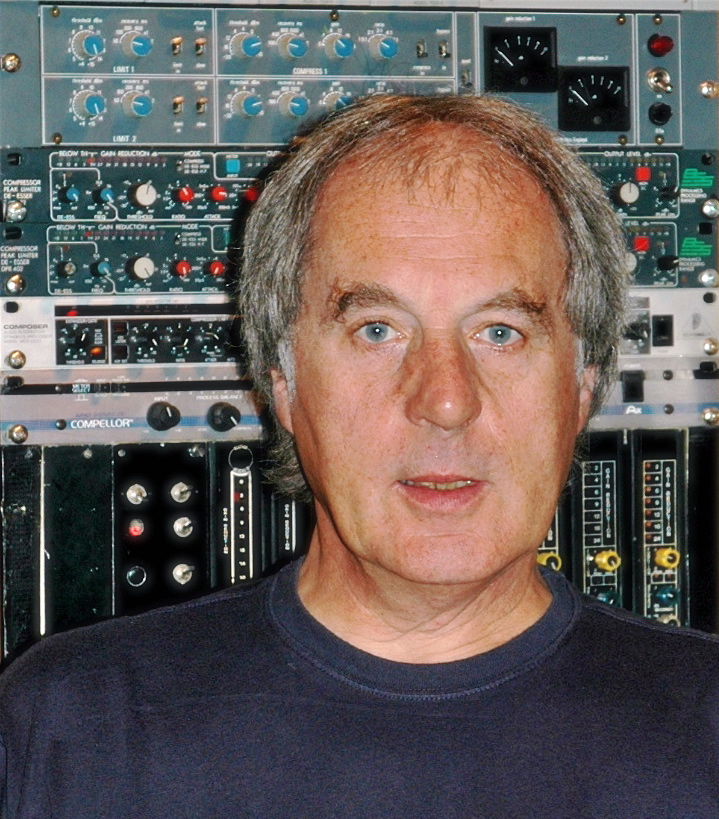
John Leckie

John Leckie (* 23. Oktober 1949 in Paddington, London) ist ein englischer Musikproduzent. Seit den späten 1970er Jahren ist er einer der bedeutendsten Produzenten im Bereich von Punk, Post-Punk, New Wave und Alternative Rock. 1997 erhielt er den BRIT Award als Best British Producer für die Produktion des Albums K von Kula Shaker. Er gilt als Spezialist für Debütalben, um international kaum bekannten Bands zum kommerziellen Durchbruch zu verhelfen.

## Leben
Leckie absolvierte nach seiner Schulausbildung in den späten 1960er Jahren einen zweijährigen Kurs für Film und Fernsehen am Ravensbourne College of Art. Er begann seine Karriere im Musikbusiness als Angestellter bei EMI im Februar 1970 als Bediener der Tonbandgeräte in den Londoner Abbey Road Studios und arbeitete dort bis 1977 mit Künstlern wie den Ex-Beatles John Lennon, Paul McCartney, George Harrison und Pink Floyd und dem Produzenten Phil Spector. Erste Produktionen von Punkmusik waren für Be-Bop Deluxe, Doctors of Madness und The Adverts. 1977 produzierte er während seines Urlaubs das Debütalbum White Music von XTC. Als die Band ihn auch für ihr zweites Album Go 2 verpflichten wollte, EMI ihn aber nicht freistellen wollte, gab er die Anstellung auf und machte sich selbständig. Angebote aus den Vereinigten Staaten lehnte er ab, da er unkonventionell arbeiten wollte und diese Arbeitsweise in Amerika nicht gefragt glaubte.
Als Freelancer betreute er zahlreiche Debütalben von Künstlern aus dem Post-Punk-Umfeld wie XTC, Magazine, den frühen Simple Minds und den frühen The Human League. Zu seinen bekanntesten Produktionen im Bereich Alternative Rock zählen das Debütalbum The Stone Roses der  Stone Roses und The Bends, das zweite Album von Radiohead. Auch The Fall, Muse, Mark Owen und The Verve nahmen unter Leckies Leitung Platten auf. Im Umfeld von Britpop produzierte er für Bands wie Cast das Album Mother Nature Talks und Kula Shaker das Album K. Für die Produktion von The Bends wurde Leckie 1996 für den BRIT Award nominiert, unterlag jedoch Brian Eno. Die begehrte Auszeichnung erhielt Leckie ein Jahr später für die Produktion von K.
Für den deutschen Sänger Phillip Boa produzierte Leckie 1988 das Album Copperfield.

## Diskografie (Auswahl)
- 1976: Modern Music, Be-Bop Deluxe (Harvest)
- 1976: Figments of Emancipation, Doctors of Madness (Polydor)
- 1978: Crossing the Red Sea with The Adverts, The Adverts (Bright)
- 1978: White Music, XTC (Virgin)
- 1978: Real Life, Magazine (Virgin)
- 1979: Life in a Day, Simple Minds (Zoom)
- 1979: Real to Real Cacophony, Simple Minds (Zoom)
- 1980: Travelogue, The Human League (Virgin)
- 1980: Empires and Dance, Simple Minds (Arista)
- 1984: Wonderful and Frightening World of The Fall, The Fall (PVC)
- 1985: Immigrant, Gene Loves Jezebel (Beggars Banquet)
- 1986: Bend Sinister, The Fall (Beggars Banquet)
- 1988: Copperfield, Phillip Boa and the Voodooclub (Polydor)
- 1989: The Stone Roses, Stone Roses (Silvertone)
- 1993: A Storm in Heaven, The Verve (Vernon Yard)
- 1994: Carnival of Light, Ride (Reprise)
- 1995: The Bends, Radiohead (Capitol)
- 1996: All Change, Cast (Polydor)
- 1996: K, Kula Shaker (Columbia)
- 1999: Showbiz, Muse (Mushroom)
- 2001: Origin of Symmetry, Muse (Mushroom)
- 2003: One Lie Fits All, One Minute Silence (Taste Media)
- 2005: Z, My Morning Jacket (ATO)
- 2006: Rodrigo y Gabriela, Rodrigo y Gabriela (Rubyworks)
- 2007: Television, Baaba Maal (Palm)
- 2010: Butterfly House, The Coral (Deltasonic)

## Auszeichnungen
- 1995: Music Week Award als bester Produzent (Auszeichnung der britischen Zeitschrift Music Week)
- 1996: Q Award als bester Produzent (Auszeichnung des Musikmagazins Q)
- 1997: BRIT Award als bester britischer Produzent
- 2001: Producer of the Year Award des Music Manager Forum
- 2011: Gold Badge Award der BASCA (British Academy of Songwriters, Composers and Authors)[4]